# جيوفري رايموند
جيوفري رايموند (بالإنجليزية: Geoffrey Raymond)‏ هو رسام أمريكي، ولد في 1953.